# Distretto di Jinseki
Il distretto di Jinseki (神石郡, Jinseki-gun?) è uno dei distretti della prefettura di Hiroshima, in Giappone.
Dal 5 novembre 2004 fa parte del distretto solo il comune di Jinsekikōgen.
| Controllo di autorità | VIAF (EN) 157101771 · LCCN (EN) n80041645 · J9U (EN, HE) 987007564215705171 · NDL (EN, JA) 00540287 |